# Porta Furba Quadraro

Porta Furba Quadraro is een metrostation in het stadsdeel municipio VII van de Italiaanse hoofdstad Rome. Het station werd geopend op 16 februari 1980 en wordt bediend door lijn A van de metro van Rome.

## Geschiedenis
Het station is het noordelijkste van de zes metrostations onder de Via Tuscolana die tussen 1906 en 1980 werd bediend door het zuidelijke tramnet van Rome. In de plannen van 1941 was het opgenomen als onderdeel van de oosttak van een voorstadslijn, terwijl de ligging van de stations verder naar het zuidoosten nog niet was vastgelegd. Na de Tweede Wereldoorlog werd lijn A vastgelegd en werd de oosttak van voorstadslijn het zuidelijke deel van lijn A. Deze combinatie werd vooral ingegeven om ruimte te maken voor het autoverkeer door de tram van de straat te halen en de bewoners van de zuidoostelijke wijken juichten de metro toe omdat ze dan in een derde van de tijd ten opzichte van de tram het centrum konden bereiken.

## Ligging en inrichting
Het station ligt onder de middenberm van de Via Tuscolana, de ingangen liggen aan de zuidkant van de Via Tuscolana aan weerszijden van de Via del Fulvi. Aan de noordkant van de Via Tuscolana is ook een trap die alleen als uitgang gebruikt mag worden. De beide zijperrons zijn toegankelijk vanuit de verdeelhal direct onder straatniveau. Het station is gebouwd volgens een standaardontwerp met zijperrons. De wanden zijn afgewerkt met stenen beplating en oranje lijsten, terwijl de perrons zijn voorzien van zwarte vloertegels met noppen. Ten westen van het station kruist de metrolijn de spoorlijn tussen Rome en Napels, ten zuidoosten van het station volgt de metrolijn het voormalige tramtracé tot het eindpunt Anagnina. 